# Erebus ulula
Erebus ulula är en fjärilsart som beskrevs av Fabricius 1781. Erebus ulula ingår i släktet Erebus och familjen nattflyn. Inga underarter finns listade i Catalogue of Life.